# King’s Meaburn

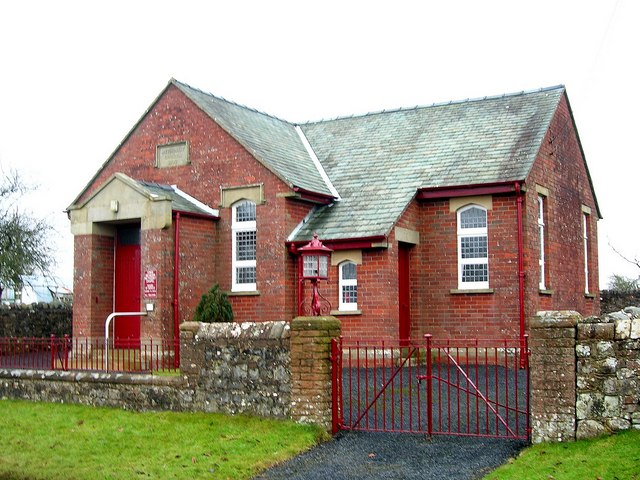

King’s Meaburn ist ein Dorf und civil parish in der Unitary Authority Westmorland and Furness in der Grafschaft Cumbria im Nordwesten Englands. Im Jahr 2022 hatte es 158 Einwohner.